# SNCF 141 P
Die Fahrzeuge der Reihe 141 P waren die stärksten Dampflokomotiven der SNCF der Bauart Mikado mit der Achsfolge 1'D1'.

## Geschichte
Bald nach ihrer Gründung im Jahre 1938 hatte die SNCF dringend Bedarf an Lokomotiven für den gemischten Dienst. Die Entscheidung fiel auf einen wiederum als Universallokomotive einsetzbaren Entwurf der Bauart Mikado, abgeleitet aus der 141 C der Compagnie des chemins de fer de Paris à Lyon et à la Méditerranée (PLM), welche als 141 PLM 1 bis 680 von 1918 bis 1934 gebaut wurden. Zum Zeitpunkt des Entwurfs dieser Baureihe waren in Frankreich bereits über 1000 Mikado-Lokomotiven mit Schlepptender im Einsatz, deren Entwicklung im Jahre 1913 begann. Aus Zeitgründen ohne Fertigung und Erprobung einer Vorauslokomotive
griff die Division des études des locomotives de la SNCF (DEL), die verantwortlich für die Konzeptionierung der SNCF 150 P, SNCF 240 P und
SNCF 241 P zeichnete, auf jene bewährte Konstruktion zurück. Die DEL war mit der Entwicklung zukünftiger Dampflokomotiven der jungen SNCF betreut. Mit der Bezeichnung P begannen bei der SNCF die neu gebauten Baureihen. Zum Pflichtenheft gehörten allerdings gegenüber dem Vorbild der PLM wesentliche Änderungen bei Rahmenstärke, Kesselbauweise, Dampfwegen, Fahrwerk und automatischer Beschickung des Rostes. Die meisten Verbesserungen bei der Konzeption dieser Baureihe gingen abermals auf André Chapelon zurück. In den Jahren von 1941 bis 1946 beauftragt, zögerte sich die Inbetriebnahme der letzten Serienmaschine bis 1952 hin. Anfänglich waren die beteiligten Firmen mit dem Bau der DR-Baureihe 44 für die deutsche Besatzungsbehörde in Anspruch genommen.

## Technische Merkmale
Die Lokomotiven hatten, wie in Frankreich für leistungsfähige Lokomotiven üblich, ein Vierzylinder-Verbundtriebwerk der Bauart De Glehn. Im Gegensatz zur Vorlage der PLM und der späteren SNCF 241 P, wurden die Hochdruckzylinder außen und die Niederdruckzylinder innen angeordnet. Die inneren Niederdruckzylinder arbeiten auf die gekröpfte zweite Kuppelachse, die äußeren Hochdruckzylinder auf die dritte Kuppelachse. Über einen Schieber war es möglich, beim Anfahren oder bei großem Leistungsbedarf die Niederdruckzylinder mit Hochdruckdampf zu versorgen. Die Steuerung der Bauart Walschaerts war für die Hoch- und Niederdruckzylinder zusammen mit einer Steuerwelle ausgeführt.
Das Bissel Lenkgestell – bestehend aus erster und zweiter Achse – entspricht der italienischen Bauart Zara.
Gekuppelt waren die Lokomotiven mit einem vierachsigen Drehgestell-Tender der Bauart 34 P, 36 P oder 36 Q, jeweils mit einer Dampfmaschine für einen Stoker der Bauart HT1, gebaut von der Firma Stein et Roubaix, ausgerüstet. Diese Tenderbauarten wurden mit den SNCF 150 P und SNCF 241 P gekuppelt. Bei einem Leergewicht von 37 t fassten sie 34 m³ beziehungsweise 36 m³ Wasser und einen Kohlevorrat von 12 t beziehungsweise 9 t.

## Bildergalerie

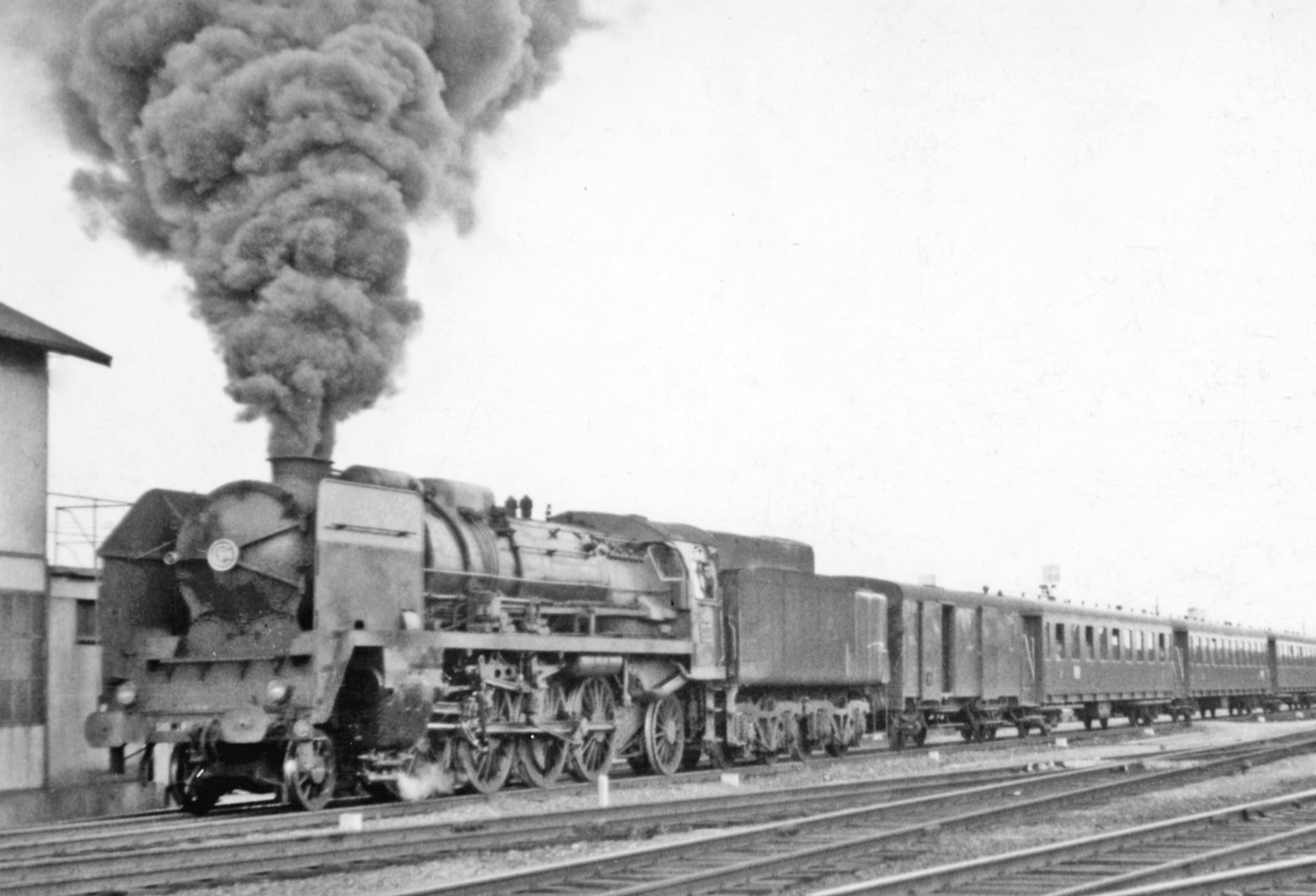
Express-Zug mit SNCF 141 P in Argentan im Juli 1956
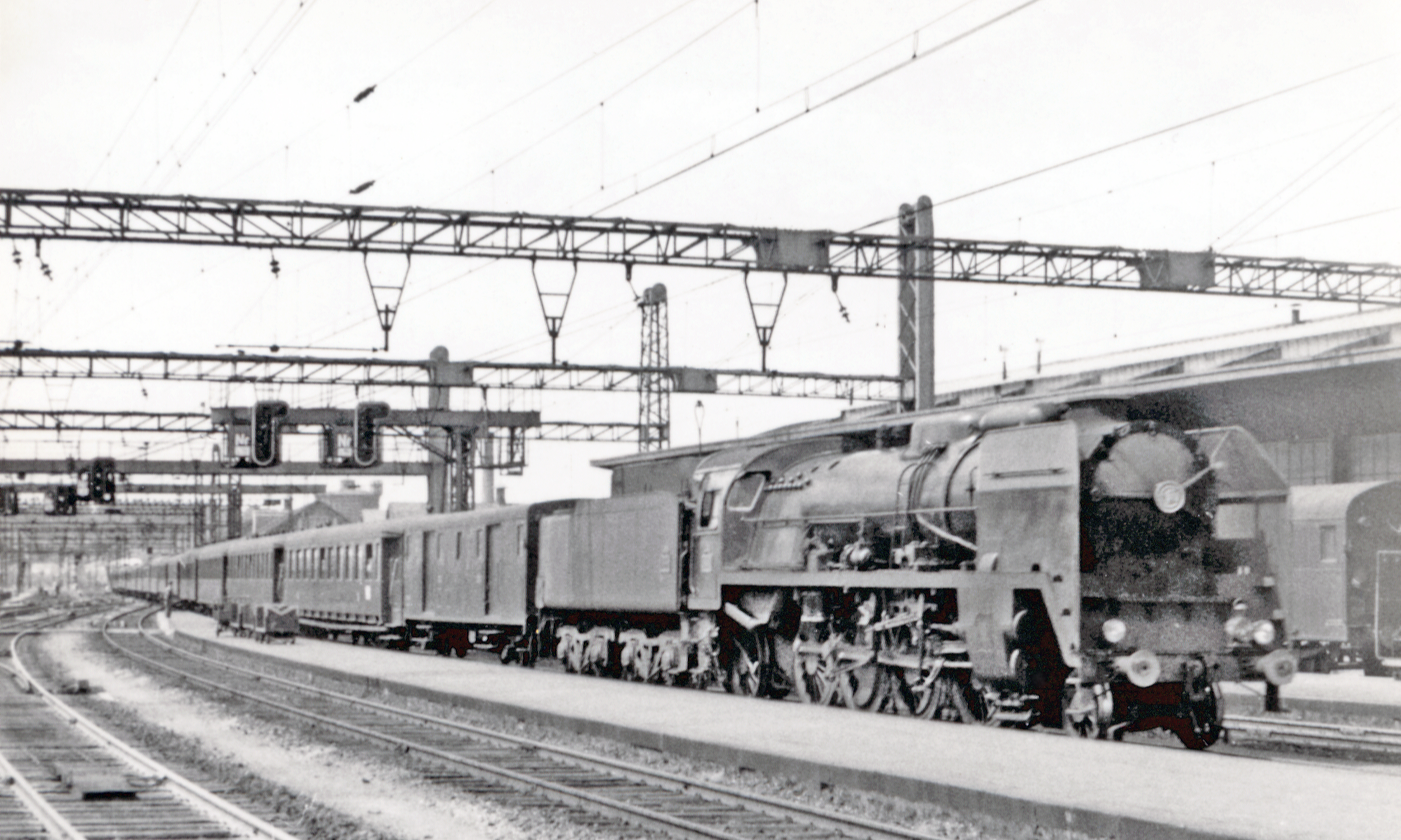
SNCF 141 P in Le Mans (Sarthe) im Jahre 1956
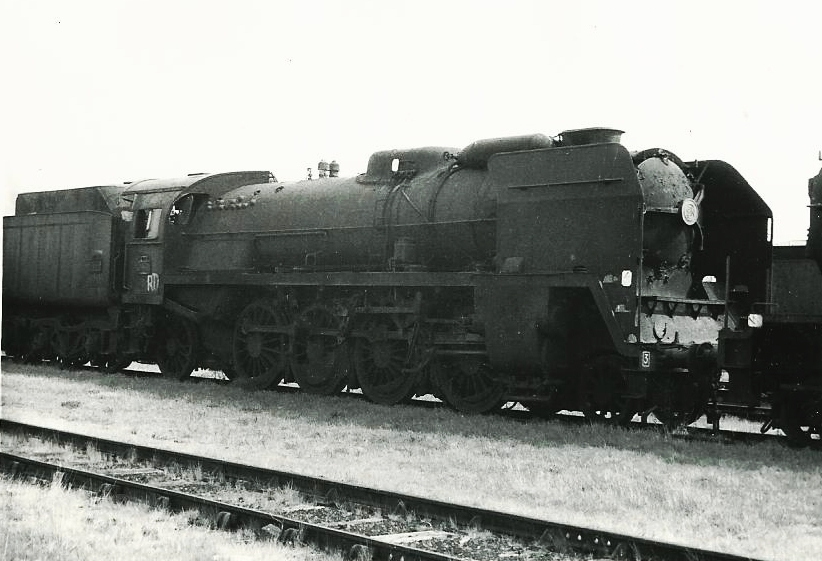
SNCF 141 P 194 abgestellt in Rennes im April 1969

## Betrieb

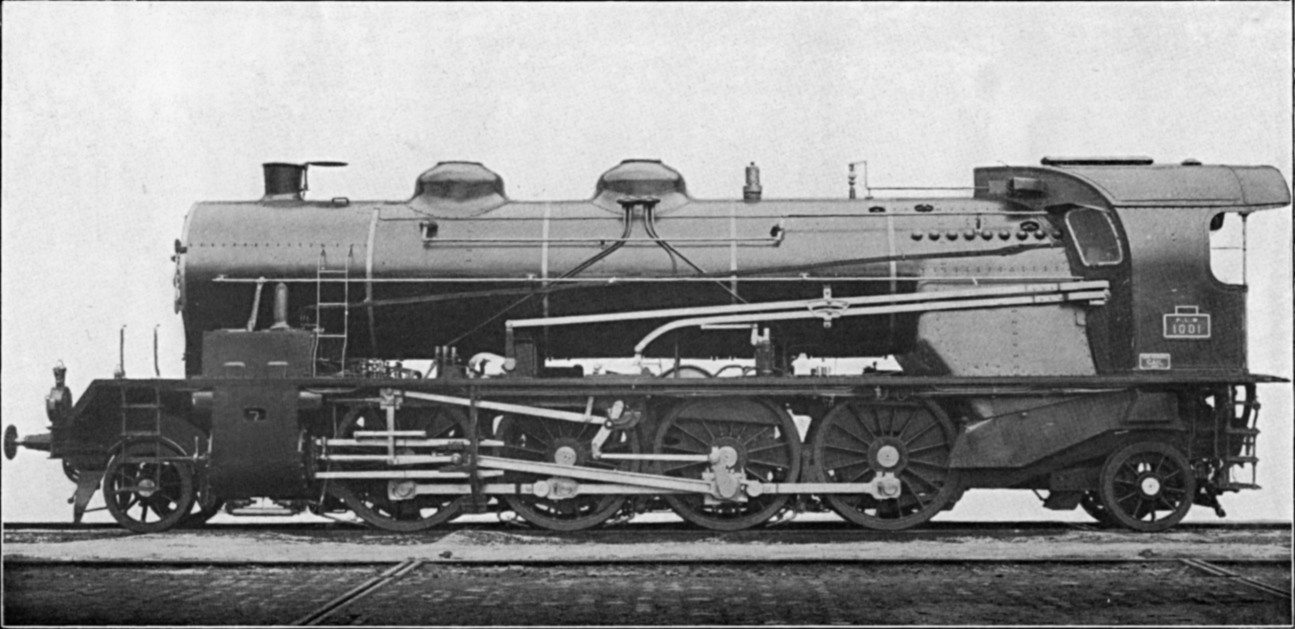
PLM 141 A (zuvor 141 PLM 1001) aus dem Jahre 1914

PLM 141 C aus dem Jahre 1918

Die 141 P waren in den Netzregionen (Régions) Sud-Est, l'Est und l'Ouest in Dienst. Die ersten Lieferungen kamen in der Region Sud-Est zum Einsatz, waren hier aber nur bis 1955 in Betrieb. Zu diesem Zeitpunkt wurden dort bereits 17 Maschinen vorübergehend von der Ausbesserung zurückgestellt, da ausreichend SNCF 141 R zur Verfügung standen. Die Lokomotiven waren in der Region  Est unter anderem in den Depots Châlons-sur-Marne, Chalindrey, Chaumont, Noisy-le-Sec, Mulhouse (Île-Napoleon), Nancy (Heillecourt) und Sarreguemines und in der Region Ouest in den Depots Le Mans, Rennes, Montrouge,
Granville und Argentan stationiert.
Hinsichtlich Leistungsfähigkeit übertrafen die Maschinen die Erwartungen und hätten für eine größere Höchstgeschwindigkeit zugelassen werden können. So erreichte ihre Zughakenleistung bei 40 km/h (72 % Füllung) 2140 PS, bei 60 km/h (72 % Füllung) 2970 PS, bei 80 km/h (55 % Füllung) 3330 PS und bei 100 km/h (52 % Füllung) 3220 PS. Ihre Wirtschaftlichkeit bewiesen die Lokomotiven. Sie waren gegenüber der ab 1945 beauftragten SNCF 141 R aus amerikanischer und kanadischer Fertigung im Verbrauch etwa 30 Prozent günstiger. In Wartung und Instandsetzung war sie jedoch diesen einfachen Zweizylinder-Loks unterlegen. So mussten sie nach einer kurzen Dienstzeit vielerorts den mit über 1300 Stück beschafften 141 R und dem Traktionswechsel weichen.
In der Region Ouest wurde die Baureihe bis zum Oktober 1968 ausgemustert, hier war sie zuletzt noch in Argentan stationiert. Die letzte 141 P überhaupt wurde in der Region Est im Februar 1969 ausgemustert. Alle Maschinen wurden verschrottet.

## Modelle
Die formschönen Lokomotiven wurden von zahlreichen Herstellern im Modell wiedergegeben, beispielsweise von MINIATRAIN, La Maison des Trains, Jouef, Rivarossi – später beide bei Hornby fortgeführt –  und Lemaco (siehe auch).